# Тытыльваам
Тытыльваа́м — река в Чукотском автономном округе России. Правый приток Малого Анюя (бассейн Колымы). Длина — 96 км.
В бассейне реки обнаружены запасы золота, серебра.

## Течение
Берёт начало в гряде Топографов юго-западнее горы Радиальной (1459 м) и течёт на северо-запад. Попадая в ущелье Военных Топографов меняет направление на юго-западное. Здесь в Тытыльваам впадает ручей от озера Каменистого. Затем справа впадает ручей Широкий, а слева Теснинный.
У горы Юбилейной (1226 м) на высоте 554 м нум Тытыльваам слева принимает реку Стремнинная. После этого Тытыльваам вытекает из ущелья Военных Топографов и сразу впадает в крупное озеро Тытыль.
Вытекая из юго-западного окончания озера река принимает слева малый водоток Луковый, после чего в Тытыльваам впадают Уткувеем (слева) и Каменка (справа).
Через 14 км после впадения Каменки Тытыльваам на высоте 402 м нум справа впадает в Малый Анюй.

### Характеристика русла и течения
В ущелье Военных Топографов на 81 км (после впадения водотока из озера Каменистого) Тытыльваам имеет 10 м ширины, 0,5 м глубины и каменистое дно.
При впадении в озеро Тытыль река имеет ширину в 52 метра, метр глубины и твёрдые грунты дна; скорость течения здесь составляет 0,8 м/с.
Между впадением Уткувеема (26-й км) и Каменки (14-й км) река имеет 40 м ширины, 2 метра глубины и твёрдые грунты дна.

## Водная система
Объекты по порядку от устья к истоку ( км от устья: ← левый приток | → правый приток | — объект на реке ):
Малый Анюй
→ Тытыльваам
→ озёра Чировые
→ Каменка
 — озеро Островное
← Уткувеем
 — озеро Рыбное
 — озеро Травяное
→ Мутница
→ Луковая
 ? озёра Луковые
 — Тытыль
Тытылиутин
← Голубой
← Стремнинная
→ Ревущий
← Теснинный
→ Широкий
→ безымянный ручей
 — озеро Чаячье
→ безымянный ручей
 — озеро Каменистое

## Объект культурного наследия
В долине реки находится множество объектов культурного наследия Чукотки: «Стоянка Нижнетытыльская», «Стоянка Тытыль» и другие, внесённые в перечень приказом от 2008 года (№ 218).